# Campeonato de los Cuatro Continentes de Patinaje Artístico sobre Hielo de 2011
El XIII Campeonato de los Cuatro Continentes de Patinaje Artístico sobre Hielo se realizó en Taipéi (Taiwán) entre el 15 y el 20 de febrero de 2011. Fue organizado por la Unión Internacional de Patinaje sobre Hielo (ISU) y la Asociación Taiwanesa de Patinaje sobre Hielo.
Las competiciones se efectuaron en las instalaciones de la Taipei Arena.

## Resultados

### Masculino
| Puesto | Nombre            | País           | Puntos |
| ------ | ----------------- | -------------- | ------ |
| Oro    | Daisuke Takahashi | Japón          | 244,00 |
| Plata  | Yuzuru Hanyu      | Japón          | 228,01 |
| Bronce | Jeremy Abbott     | Estados Unidos | 225,71 |

### Femenino
| Puesto | Nombre       | País           | Puntos |
| ------ | ------------ | -------------- | ------ |
| Oro    | Miki Ando    | Japón          | 201,34 |
| Plata  | Mao Asada    | Japón          | 196,30 |
| Bronce | Mirai Nagasu | Estados Unidos | 189,46 |

### Parejas
| Puesto | Nombre                         | País   | Puntos |
| ------ | ------------------------------ | ------ | ------ |
| Oro    | Qing Pang / Jian Tong          | China  | 199,45 |
| Plata  | Meagan Duhamel / Eric Radford  | Canadá | 181,79 |
| Bronce | Paige Lawrance / Rudi Swiegers | Canadá | 171,73 |

### Danza en hielo
| Puesto | Nombre                          | País           | Puntos |
| ------ | ------------------------------- | -------------- | ------ |
| Oro    | Meryl Davis / Charlie White     | Estados Unidos | 172,03 |
| Plata  | Maia Shibutani / Alex Shibutani | Estados Unidos | 155,38 |
| Bronce | Vanessa Crone / Paul Poirier    | Canadá         | 151,83 |

## Medallero
| Núm. | País           | Oro | Plata | Bronce | Total |
| ---- | -------------- | --- | ----- | ------ | ----- |
| 1    | Japón          | 2   | 2     | 0      | 4     |
| 2    | Estados Unidos | 1   | 1     | 2      | 4     |
| 3    | China          | 1   | 0     | 0      | 1     |
| 4    | Canadá         | 0   | 1     | 2      | 3     |
|      | TOTAL          | 4   | 4     | 4      | 12    |